# Schinkel-Tabernakel von Kulm

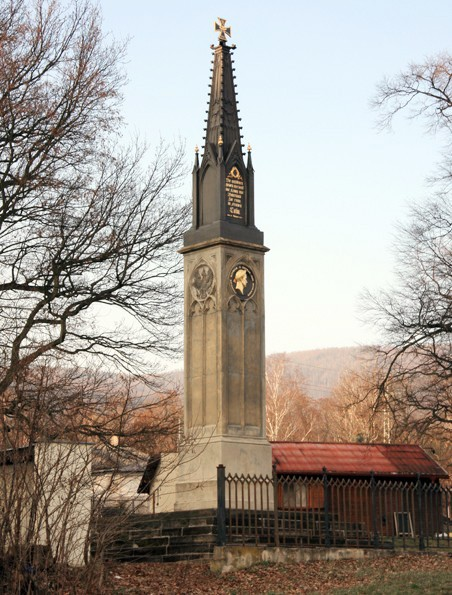
Der Schinkel-Tabernakel von Kulm

Der Schinkel-Tabernakel von Kulm aus Fer de Berlin gehört zu einem Netzwerk von Denkmälern für die Gefallenen der Befreiungskriege, die der König Friedrich Wilhelm III. stiftete.

## Beschreibung
Das Denkmal für die siegreichen Schlachten gegen Napoleon wurde in Form eines gotischen Tabernakels 1817–18 durch die Königlich Preußische Eisengießerei gestaltet. Das Denkmal ist ca. 6 m hoch und 3,5 t schwer. Bekrönt wird es von einem Eisernen Kreuz, dessen Gestaltung, z. B. als Orden, auch auf Karl Friedrich Schinkel zurückgeht. Das Epitaph ist bewusst schlicht gewählt:
Die gefallenen

Helden ehrt dank-

bar König und

Vaterland.

Sie ruhn

in Frieden.

Culm

den 29 ten August 1813.

## Geschichte
Das Denkmal wurde in Erinnerung an die Schlacht bei Kulm in Arbesau nahe Kulm aufgestellt.
1857 hat man die Schinkel-Pyramide auf einen Sandsteinsockel gehoben und mit dem Porträt des preußischen Königs versehen, damit das preußische Denkmal im Vergleich zum russischen und österreichischen nicht geringer wirkt.